# PowerDesigner
PowerDesigner ist ein CASE-Modellierungswerkzeug, welches von Sybase entwickelt wird, einer Tochtergesellschaft der SAP SE. Es kombiniert standardmäßige Modellierungstechniken (UML, Geschäftsprozessmodellierung und Datenmodellierung) mit bekannten Entwicklungsumgebungen, z. B. .NET, Workspace, PowerBuilder, JavaT, Eclipse (IDE) usw. So werden Lösungen für Geschäftsanalyse und formales Datenbankdesign auf den Lebenszyklus traditioneller Softwareentwicklung übertragen. Darüber hinaus arbeitet es mit modernen RDBMS zusammen.
Code kann automatisch aus den Modellen generiert werden. Analog können auch die Modelle aus Code reverse generiert werden. Das Hin- und Hergenerieren (Round-Trip Engineering) wird auch während der Softwareentwicklung unterstützt. Die Funktionalitäten des PowerDesigners lassen sich durch eigene definierte Modell- oder Sprachdefinitionen sowie über die Programmierschnittstelle erweitern und anpassen.
Die Software ist in einer Desktopversion verfügbar, ab Version 16.5 Service Pack 4 wird zusätzlich noch eine Weboberfläche angeboten.